# ژان کرول
ژان کِرول (به فرانسوی: Jean Cayrol), فرانسوی: [kɛʁɔl] شاعر، رمان‌نویس و ناشر قرن بیستم میلادی اهل فرانسه است. او تألیف چندین منظومهٔ شعر و رمان را در کارنامهٔ خود دارد. رمان من به عشق دیگران زنده خواهم بود (Je vivrai l'amour des autres) در سال ۱۹۴۷ جایزه رنودو را برایش به به ارمغان داشت.